# 傑斯納河 (古斯利察河支流)

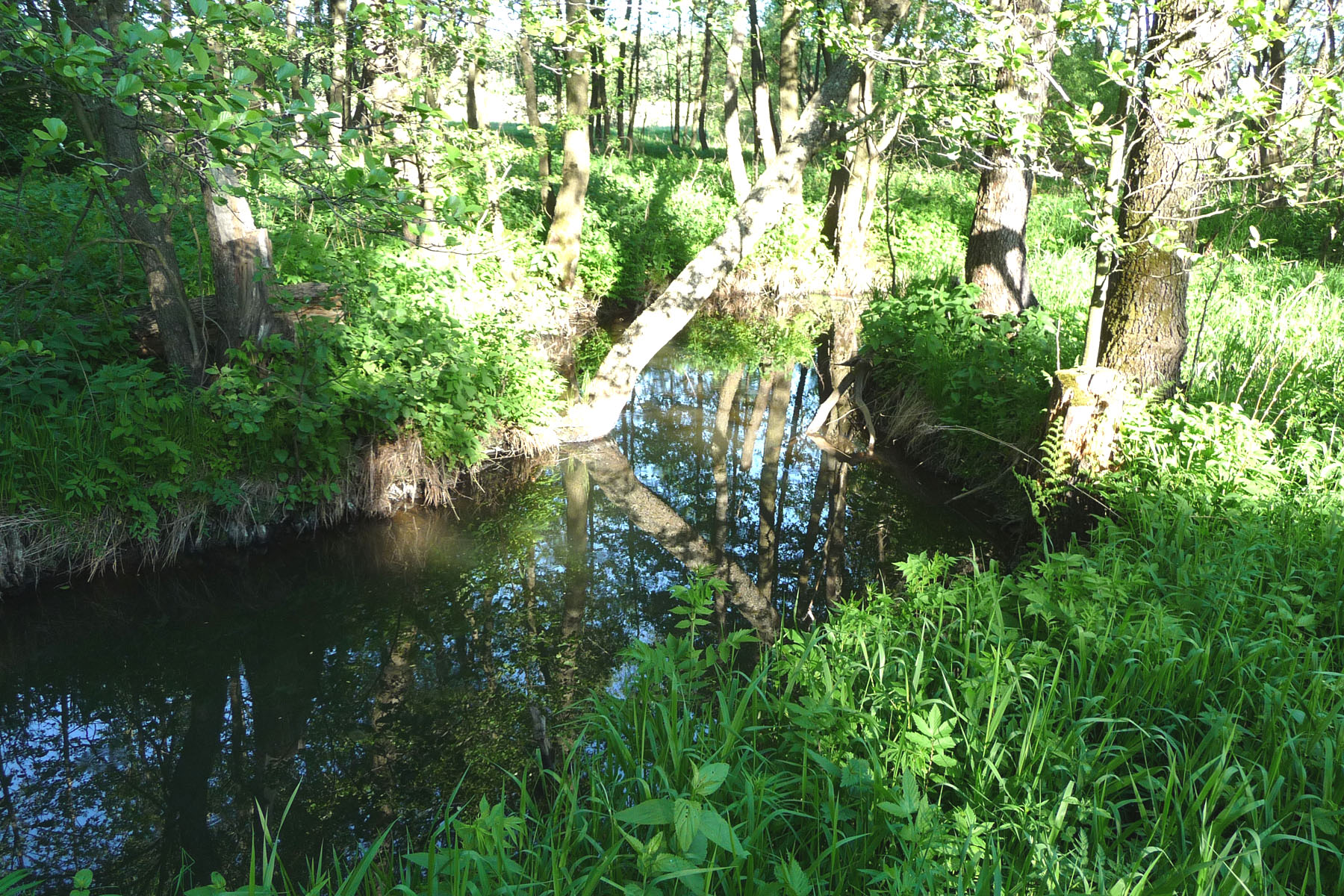

傑斯納河（俄语：Десна），是俄羅斯的河流，位於該國西部的莫斯科州，屬於古斯利察河的左支流，河道全長17公里，流域面積80.8平方公里，河水主要來自融雪。
55°29′13″N 38°55′24″E / 55.48694°N 38.92333°E